# Mazuel (Musikerfamilie)
Der eigentliche Gründer der französischen Musikerfamilie Mazuel aus der Übergangszeit der Renaissance zum Barock ist der Koch Jean Mazuel (angesprochen als „Jean I“). Dessen beide Söhne, der Violinist Adrien Mazuel (Lebensdaten nicht bekannt.) und der Instrumentalmusiker Guillaume Mazuel (1541–1590) spielten als barocke Instrumentalmusiker im gleichen Ensemble. Adrien hatte einen Sohn, den Instrumentalmusiker, in der WP als Jean Mazuel der Ältere (1560–1618, sonst als Jean Mazuel II) angesprochen. Der zweite Sohn des Kochs Jean Mazuel war Guillaume Mazuel (1541–1596). Er war ab 1574 auch Leiter der französischen Communauté des joueurs d’instruments (Leiter der Vereinigung französischer Instrumentalisten). Dieser ist der Vater des Violinisten Jean Mazuel (Vater) (1568–1616, sonst als Jean Mazuel III angesprochen). Dessen Söhne Jean Mazuel (Sohn) (sonst angesprochen als Jean Mazuel IV) Pierre Mazuel waren wiederum Musiker. Über Jean Mazuel (Vater) war die Familie Mazuel eng verflochten mit der Familie von Jean-Baptiste Poquelin, alias Molière.

## Familienstruktur
- Jean Mazuel (Koch) (Jean Mazuel I)
  - Adrien Mazuel (wirksam um 1560)
    - Jean Mazuel der Ältere (1560–1618, Jean Mazuel II)
      - Michel Mazuel (1603–1676)

  - Guillaume Mazuel (1541–1590)
    - Jean Mazuel (Vater) (1568–1616, Jean Mazuel III)
      - Jean Mazuel (Sohn) (1594–1633, Jean Mazuell IV)
      - Pierre Mazuel (1605–1639), Musiker